# Innes Sibun
Innes Sibun (* 1968 in Bath, England) ist ein britischer Bluesgitarrist.

## Biografie
Mit 12 Jahren begann Innes Sibun Gitarre zu spielen, nachdem er B. B. King gehört hatte. Als Teenager spielte er in verschiedenen Bands, die in so unterschiedlichen Stilen wie Punk, Reggae, Rock, Folk und Jazz aktiv waren.
Seine erste eigene Band „Blues Explosion“ nahm 1991 das Album That’s What The Blues Can Do auf, Produzent war Mike Vernon. Die Kritiken waren positiv, und die Band ging im Vereinigten Königreich und Europa auf Tour. Sie traten bei allen wichtigen Bluesfestivals auf der Insel und mit etlichen Größen des Blues auf, darunter George „Wild Child“ Butler, Johnny Adams, Joe Louis Walker, Ronnie Earl, Walter Trout und viele mehr.
1993 begleitete Innes Sibun Robert Plant auf seiner „Fate of Nations“-Tour, die ihn in die USA, nach Südamerika und durch Europa führte. In den Staaten konnte Sibun mit einigen seiner Idole jammen, etwa Buddy Guy und James Cotton. Mit Plant ist Sibun zu hören auf dessen Alben Sixty Six to Timbuktu (2003) und Nine Lives (Kompilation, 2006).
Mit neuer Band nahm Sibun eine Reihe von Alben auf: Superstitious (1995), Honey Pot (1996), Stardust (1997), After Dark Live (1999), wobei die Besetzung mehrfach wechselte. In dieser Zeit trat Sibun unter anderem mit Peter Green, Roger Chapman und Chris Farlowe auf. Nach dem Album East Monroe (2000) und vielen Jahren auf Tour trennte sich die Band, um eine Pause einzulegen.
2004 stellte Sibun eine neue Band zusammen, mit der er bei Bluesfestivals auftrat und 2005 das Album Farmhouse Blues vorlegte. 2007 folgte Tail Dragger, das besonders in Deutschland erfolgreich war. 2008 tourte Innes Sibun mit Johnny Winter, Taj Mahal, Steve Cropper und Al Kooper. 2010 veröffentlichte er das Soloalbum Snake Wine. Ebenfalls 2010 erschien das Livealbum The Box Set, 2012 Can’t Slow Down – Live at the Estrado. Die nächsten Alben waren Tales from Planet Guitar (2012), Lost in the Wilderness (2013) und Blues Transfusion (2015).
2011 wurde Sibun eingeladen, in New York ein Konzert zur Erinnerung an das Album Notes from San Francisco zu spielen, das Rory Gallagher Ende der 1970er Jahre aufgenommen hatte. Dabei traf er Sari Schorr, die ihn dann 2016 zu Mike Vernon einlud, wo sie gerade ihr erstes Album A Force of Nature aufnahm. Er spielte auf den meisten Titeln des Albums die Gitarre und ging anschließend mit Sari Schorr unter dem Bandnamen „The Engine Room“ auf Tour.
2019 schloss sich Sibun mit dem Sänger Marcus Malone zusammen. Unter dem Namen „Malone Sibun“ veröffentlichten sie 2020 das Album Come Together.